# Ammocryptocharax
Ammocryptocharax és un gènere de peixos de la família dels crenúquids i de l'ordre dels caraciformes.

## Taxonomia
- Ammocryptocharax elegans (Weitzman & Kanazawa, 1976)[4]
- Ammocryptocharax lateralis (Eigenmann, 1909)[5]
- Ammocryptocharax minutus (Buckup, 1993)[6]
- Ammocryptocharax vintonae (Eigenmann, 1909)[5][7][8][9][10][11][12][13]